# Escolástica de Nursia
Santa Escolástica (Nursia, c. 480 - Piumarola, Montecassino, 547) fue una religiosa italiana elevada a los altares por la Iglesia católica.
Hermana melliza de san Benito de Nursia, fue consagrada al servicio divino desde niña. Cuando su hermano fundó Montecassino, abrió cerca un convento femenino con la misma regla, llamado Piumarola, del que Escolástica fue abadesa.
Tenía la costumbre de visitar a San Benito una vez al año y como no estaba permitido que entrara al monasterio, él salía a su encuentro para llevarla a una casa de confianza, donde los hermanos pasaban la velada orando, cantando himnos de alabanza a Dios y discutiendo asuntos espirituales. Sobre la última visita, San Gregorio hace una notable descripción, en la cual, la santa, presintiendo que no volvería a ver más a su hermano, le rogó que no partiera esa noche sino al día siguiente, pero San Benito se sintió incapaz de romper las reglas de su monasterio.
Entonces, Santa Escolástica apeló a Dios con una ferviente oración para que interviniera en su ayuda, y acto seguido, estalló una fuerte tormenta que impidió que su hermano regresara al monasterio. Los dos santos pasaron la noche hablando de las cosas santas y de asuntos espirituales. Tres días después, la santa murió, y su hermano, que se encontraba absorto en la oración, tuvo la visión del alma de su hermana ascendiendo al cielo en forma de paloma. Él falleció cuarenta días después.